# Tambaga
Tambaga là một tổng của tỉnh Tapoa ở phía đông Burkina Faso. Thủ phủ của tổng này là thị xã Tambaga. Dân số năm 2006 là 41.137 người.

## Các thị xã và các làng
Agbana, Baaka, Bayentori, Boalbigou, Boupiena, Diadori, Diandiandi, Diegbala, Djimagli, Fanfangou, Gnouambouli, Kogoli, Konli I, Konli II, Kpadanfoani, Momba-Peulh, Naboué, Nambari, Palboa, Pentinga-Gourmantché, Pentinga-Peulh, Piéni, Popéri, Saborga–Kori, Saborga–Péra, Sansanga, Thioula, Tiakoagli, Tindangou, Yirini và Yobri.